# Telemea
Il Telemea è un formaggio fresco rumeno a pasta semimorbida di latte di pecora, capra o vacca. Viene considerato abbastanza simile alla feta greca.

## Etimologia
Il nome telemea in romeno significa cagliato e proviene dal termine turco teleme.

## Caratteristiche
Si tratta di un formaggio leggermente salato e acido. Il telemea viene di solito tagliato in blocchi e poi conservato in salamoia; con l'invecchiamento la pasta si indurisce e il gusto diventa progressivamente più salato. La vendita al dettaglio avviene spesso in porzioni pre-confezionate in plastica per alimenti. Di solito viene specificato se il latte utilizzato è di pecora (Telemea de oaie), di capra (Telemea de capră), di vacca (Telemea de vacă) oppure misto (Telemea mixta).

## Riconoscimenti

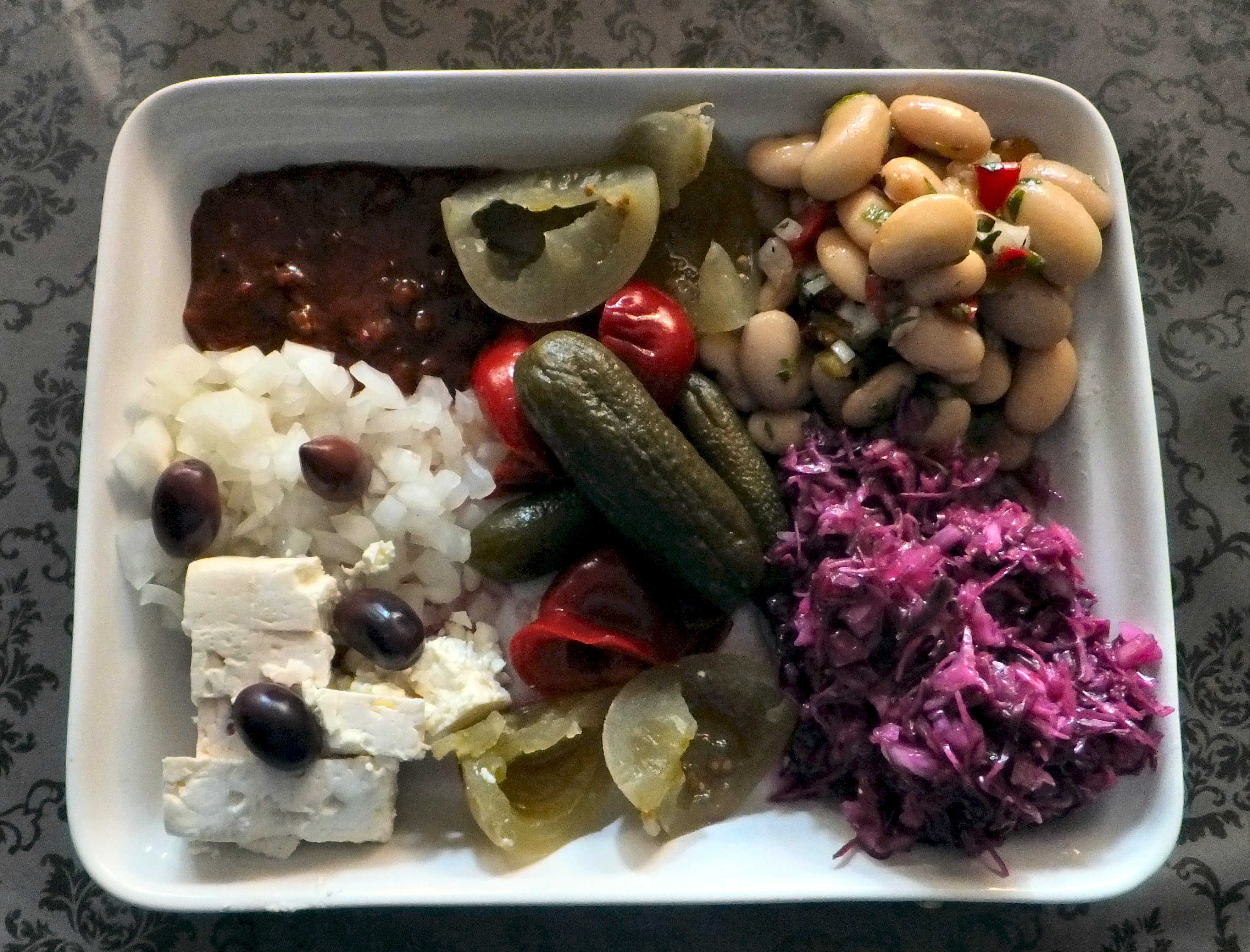
Insalata mista con telemea

Nel 2016 il Telemea de Ibănești, prodotto da latte vaccino nei tre comuni di Gurghiu, Hodac e Ibăneşti nelle due varietà proaspătă (fresco) e maturată (stagionato almeno per venti giorni), ha ricevuto la Denominazione di origine protetta europea.

## Utilizzo
Il telemea oltre che da solo viene utilizzato nella preparazione di insalate miste e di salatini e snack. Si consuma anche con l'apertitivo e come accompagnamento di diversi piatti di uso comune quali frittate, crepes e torte salate. Viene a volte insaporito con il cumino dando al formaggio un retrogusto leggermente speziato.